# Cantonul Guînes
Cantonul Guînes este un canton din arondismentul Calais, departamentul Pas-de-Calais, regiunea Nord-Pas-de-Calais, Franța.

## Comune
| Comune              | Populație (1999) | Cod poștal | Cod INSEE |
| ------------------- | ---------------- | ---------- | --------- |
| Alembon             | 476              | 62850      | 62020     |
| Andres              | 1 499            | 62340      | 62031     |
| Bouquehault         | 663              | 62340      | 62161     |
| Boursin             | 236              | 62132      | 62167     |
| Caffiers            | 630              | 62132      | 62191     |
| Campagne-lès-Guines | 454              | 62340      | 62203     |
| Fiennes             | 857              | 62132      | 62334     |
| Guînes              | 5 291            | 62340      | 62397     |
| Hames-Boucres       | 1 291            | 62340      | 62408     |
| Hardinghen          | 1 056            | 62132      | 62412     |
| Herbinghen          | 356              | 62850      | 62432     |
| Hermelinghen        | 302              | 62132      | 62439     |
| Hocquinghen         | 101              | 62850      | 62455     |
| Licques             | 1 510            | 62850      | 62506     |
| Pihen-lès-Guînes    | 477              | 62340      | 62657     |
| Sanghen             | 258              | 62850      | 62775     |